# マチルド・ボナパルト
マチルド＝レティツィア・ヴィレルミーヌ・ボナパルト（フランス語: Mathilde-Létizia Wilhelmine Bonaparte, 1820年5月17日 - 1904年1月2日）は、ナポレオン1世の末弟ジェローム・ボナパルトの長女。母はジェロームの2度目の妻、ヴュルテンベルク王女カタリーナ。ナポレオン・ジョゼフ・シャルル・ポール・ボナパルト（ナポレオン公）の姉。フランス第二帝政時代にはウジェニー皇后と対立関係にあった。

## 生涯
伯父ナポレオン1世死去の前年の1820年、トリエステに生まれる。1835年、15歳のときに父ジェロームに連れられて、27歳の従兄ルイ＝ナポレオン（後のナポレオン3世）と出会う。当時は色白のすらりとした美少女だった。互いに惹かれあい婚約するが、翌1836年にルイ＝ナポレオンはストラスブールで反乱を起こし、逮捕されてしまう。これで婚約は破談になり、その後、政略結婚でロシアの大富豪アナトーリー・デミドフに嫁いだが、夫の暴力に耐えかねて別居状態になった。ロシア皇帝ニコライ1世（母カタリーナの従兄に当たる）のはからいで巨額の慰謝料を得て、パリで愛人とともに自由な生活を送り、またサロンを開いた。1848年にナポレオン3世と再会したときには肥満していたので（「全てを食らう」と言われた祖父、ヴュルテンベルク王フリードリヒ1世の遺伝の可能性が考えられる）、両者に性的関係はなかったものの仲がよく、彼が結婚するまでは皇后代理を務めていた。
マチルドのサロンでナポレオン3世とスペイン貴族の娘ウジェニーは知り合い、交際するようになった。ウジェニーを軽視していたために当初は気にしなかったが、1853年に2人が結婚すると激怒し、別の社交界を作って対抗した。皇后の悪口はたいていはここから生まれた。
デミドフ公が1870年に死去すると、1873年に美術家で詩人のクロディウス・ポプランと再婚した。
マチルドは1904年、パリにて83歳で死去した。